# Daniel Peixoto
Pour les articles homonymes, voir Peixoto.
 (janvier 2022).
Daniel Peixoto, nom de scène de Daniel Peixoto Cordeiro de Farias, né à Fortaleza (Ceará) le 5 janvier 1986, est un chanteur brésilien de pop, musique électronique et música popular brasileira.

## Biographie
Daniel Peixoto est né dans le quartier d'Aldeota, au nord de Fortaleza, dans l'État du Ceará. Il commence à chanter à l'âge de 18 ans. Pendant son adolescence, il travaille également comme mannequin et animateur d'émissions de télévision régionales. En 2005, il cofonde son premier groupe electropunk : Montage. En 2009, il entame sa carrière solo et change ses influences sonores vers plus de pop et de musique populaire brésilienne, à la place de son ancien style synthpunk. Le chanteur américain Justin Timberlake fit son éloge en disant: « Goûtez-le seulement si vous l'osez ».
Son premier album, « Mastigando Humanos », sort en 2011 ; ainsi que son premier EP, « Shine »,, chez le label français AbatJour Records. Daniel Peixoto est élu « Artiste de la semaine » par le MTV IGGY de New York. Il a fait le spectacle à Paris lors de sa tournée en Europe.
Le dernier single de l'album « Mastigando Humanos » est Flei. Il sort le 29 janvier 2014 sous forme d'EP numérique avec deux remix de la chanson. La vidéo est tournée à Fortaleza.
Le premier single de l'album Massa de 2016 est Crush (Manda Nude).

## Discographie

### Albums
- 2011 : Mastigando Humanos
- 2017 : Massa
- 2017 : Ao vivo no Estúdio Showlivre
- 2019 : Mastigando Humanos Remixes

### EP
- 2011 : Shine
- 2020 : Postal de Amor

### Singles
- 2009 : Come to Me
- 2011 : Eu Só Paro Se Cair
- 2011 : Olhos Castanhos
- 2013 : Shine
- 2014 : Flei
- 2016 : Crush (Manda Nudes)
- 2019 : O Vira
- 2020 : Postal de Amor
- 2020 : La Isla Bonita